# Instituto de Etnomusicología de la Pontificia Universidad Católica del Perú
El Instituto de Etnomusicología de la Pontificia Universidad Católica del Perú o IDE PUCP se fundó en 1985, bajo el nombre de Archivo de Música Tradicional Andina, gracias al apoyo de la Fundación Ford. En sus inicios estuvo bajo la administración del Instituto Riva-Agüero (IRA) perteneciente a la misma universidad.
Actualmente, su figura institucional es independiente y se ubica en las instalaciones del campus universitario Fundo Pando de la PUCP. El IDE, es un centro de investigación para las ciencias humanas, ciencias sociales y la musicología; que prioriza el rescate y el análisis de material etnográfico audiovisual. El instituto tiene 6 líneas de trabajo: investigación, preservación y rescate, promoción cultural para el desarrollo, archivo, difusión académica y social, y servicios.

## Producción
Al 2015 el IDE ha recopiló una cantidad amplia de material audiovisual etnográfico, su archivo cuenta con material sobre música, fiestas y rituales andinos:

"sumando cerca de 20.000 fonogramas, 2.000 horas de filmaciones y más de 35.000 fotografías"

Además, para el mismo año se contaba con una producción de 70 publicaciones como libros, discos, video-documentales y diversos formatos multimedia.

## Áreas
El IDE cuenta con una biblioteca especializada en musicología y etnomusicología. Además, una bóveda climatizada en donde resguarda material fotográfico, sonoro y audiovisual propios y de diversos investigadores. Dentro de sus instalaciones cuenta también con una isla de edición la cual está equipada con diversos equipos de reproducción de soportes análogos y digitales.

## Reconocimientos
El IDE, cuenta con la distinción “Personalidad Meritoria de la Cultura", emblema que otorga el Ministerio de Cultura del Perú a personas u organizaciones que hayan realizado un aporte significativo al desarrollo cultural del país. Este reconocimiento fue decretado el 3 de julio de 2017, bajo resolución ministerial N° 225-2017-MC en agradecimiento a su:

compromiso con el registro y la conservación de la música tradicional y popular que preserva a través de un extenso archivo audiovisual, así como por su destacado trabajo en el fomento de la investigación etnomusicológica, lo cual contribuye a la salvaguardia del patrimonio cultural inmaterial del Perú